# سرجیو کارپانزی
سرجیو کارپانزی (انگلیسی: Sergio Carpanesi؛ زادهٔ ۲۱ مارس ۱۹۳۶) بازیکن فوتبال اهل ایتالیا است.
از باشگاه‌هایی که در آن بازی کرده‌است می‌توان به باشگاه فوتبال فیورنتینا، باشگاه فوتبال آنکونا، باشگاه فوتبال آ.اس. رم، باشگاه فوتبال سمپدوریا، باشگاه فوتبال پالرمو، و باشگاه فوتبال اسپال اشاره کرد.